# 大阪市立梅香小学校
大阪市立梅香小学校（おおさかしりつ ばいかしょうがっこう）は、大阪府大阪市此花区梅香3丁目にある公立の小学校。
新旧学制をはさみ、周辺の学校と何度か統廃合している。現在へ直接つながるルーツは、都市部へ人口が集中した高度成長期に、児童数約2600人の超マンモス校だった四貫島小学校から独立したことに始まるが、程なく本校も同様の超マンモス校となり、春日出小学校を分離することとなった。

## 沿革
1925年に大阪市梅香尋常小学校として開校した。しかし地域が戦災被害を受けたため、終戦直後の1946年、大阪市朝日国民学校および大阪市中春日出国民学校とともに、大阪市春日出国民学校へ統合されて休校となった。
さらに翌1947年の学制改革により、統合先の春日出国民学校は校舎を新制大阪市立此花第一中学校（現在の大阪市立春日出中学校）へと校舎を譲ることになったため、大阪市立四貫島小学校へ統合されて廃校となった。
現在の校区にあたる地域は大阪市立四貫島小学校の校区に編入された形になった。また休校中の梅香小学校敷地を使用し、1950年に大阪市立梅香中学校が開校している（梅香中学校はのちに移転した）。
地域の復興により、1954年に大阪市立四貫島小学校梅香分校として学校を再開した。翌1955年に大阪市立梅香小学校として独立校となった。

### 年表
出典：
- 1925年9月1日 - 大阪市梅香尋常小学校として開校。（大阪市立四貫島尋常小学校より分離）
- 1941年4月1日 - 国民学校令により大阪市梅香国民学校となる。
- 1942年4月1日 - 従来の校区の一部を、新設の大阪市朝日国民学校校区に分離。
- 1944年9月15日 - 学童集団疎開の実施。（愛媛県越智郡）
- 1946年3月31日 - 戦災により休校し、春日出国民学校に統合。
- 1954年4月1日 - 大阪市立四貫島小学校梅香分校として再開。
- 1955年4月1日 - 大阪市立梅香小学校として、大阪市立四貫島小学校から独立。
- 1959年6月10日 - この時点で49学級。児童数は2615人。
- 1961年4月1日 - 梅香小学校春日出分校を大阪市立春日出小学校として分離。2-4年生児童が転出。

## 通学区域
- 大阪市此花区[5]
  - 梅香1-3丁目、春日出南1丁目（2～5番）

卒業生は大阪市立春日出中学校に進学する。

## 交通
- 阪神なんば線 千鳥橋駅 南西へ約500m
- 大阪シティバス 春日出中1丁目バス停 東へ約100m

## 出身者
- 濱口優 - よゐこ
- 本田博 - 工学者・規制科学者・エコノミスト